# Le Collège en folie (film, 1941)
Pour plus de détails, voir Fiche technique et Distribution.
Le Collège en folie (titre original : All-American Co-Ed) est un film américain en noir et blanc réalisé par LeRoy Prinz, sorti en 1941.

## Synopsis
Le journaliste Bob Sheppard et sa jeune collègue Virginia Collinge, proposent à la tante de ce dernier, Matilda, directrice d'une Université pour filles, de monter un coup publicitaire pour lutter contre l'Université rivale, composée de garçons.

## Fiche technique
- Titre français : Le Collège en folie
- Titre original : All-American Co-Ed
- Réalisation : LeRoy Prinz
- Scénario : Hal Roach Jr., Kenneth Higgins, Cortland Fitzsimmons et LeRoy Prinz
- Musique : Edward Ward
- Direction artistique : Charles D. Hall
- Photographie : Robert Pittack, American Society of Cinematographers
- Montage : Bert Jordan
- Producteur : LeRoy Prinz
- Société de production : Hal Roach Studios
- Société de distribution : United Artists
- Pays de production :  États-Unis
- Langue originale : anglais américain
- Format : noir et blanc 1,37:1 — son : mono
- Genre : comédie, film musical
- Durée : 53 minutes
- Dates de sortie :
  - États-Unis 31 octobre 1941
  - France : 28 avril 1947

## Distribution
- Frances Langford : Virginia Collinge
- Johnny Downs : Bob Sheppard / Bobbie DeWolfe
- Marjorie Woodworth : Bunny
- Noah Beery Jr. : Slinky
- Esther Dale : Matilda Collinge
- Harry Langdon : Hap Holden
- Alan Hale Jr. : Tiny
- Allan Lane : Senior
- Lillian Randolph : Deborah
- Dudley Dickerson (non crédité) : porteur et danseur